# Théorème taubérien de Hardy-Littlewood
En mathématiques, le théorème taubérien de Hardy-Littlewood est un théorème taubérien reliant le comportement asymptotique d'une série à celui de la série obtenue via la méthode de la sommation d'Abel. Ce théorème est nommé en l'honneur de Godfrey Harold Hardy et John Edensor Littlewood qui l'ont démontré en 1914:226. En 1930, Jovan Karamata en a donné une nouvelle démonstration bien plus simple:226.

## Énoncé
Supposons que an ≥ 0 pour tout n, et que lorsque x{\displaystyle \rightarrow }1 on ait
{\displaystyle \sum _{n=0}^{\infty }a_{n}x^{n}\sim {\frac {1}{1-x}}.}
Alors quand n tend vers ∞ on a
{\displaystyle \sum _{k=0}^{n}a_{k}\sim n.}
Le théorème est parfois énoncé avec des variantes, qui requièrent, à la place de an ≥ 0, que an = O(1), ou an ≥ −K pour une certaine constante K.

## Démonstration de Jovan Karamata
En 1930, Jovan Karamata a trouvé une courte démonstration du théorème en considérant les fonctions g telles que
{\displaystyle \lim _{x\to 1}(1-x)\sum _{n\geq 0}a_{n}x^{n}g(x^{n})=\int _{0}^{1}g(t)\,\mathrm {d} t}
Un calcul facile montre que cette propriété est vraie pour tous les monômes g(x)=xk et par conséquent est vraie pour tous les polynômes. Cela peut être alors étendu aux fonctions continues par morceaux (en utilisant notamment le théorème de Stone-Weierstrass et le fait que les an sont positifs. En particulier, la fonction g telle que g(t)=1/t si 1/e<t<1 et 0 autrement vérifie cette propriété. Mais alors pour x=e−1/N la somme Σanxng(xn) est a0+...+aN et l'intégrale de g vaut 1. Le théorème taubérien de Hardy-Littlewood s'en déduit alors.

## Exemples

### Coefficients non positifs
Le théorème peut être mis en défaut si les coefficients ne sont pas positifs. Par exemple, la fonction
{\displaystyle {\frac {1}{(1+x)^{2}(1-x)}}=1-x+2x^{2}-2x^{3}+3x^{4}-3x^{5}+\cdots }
est équivalente à 1/4(1–x) quand x tend vers 1, mais les sommes partielles de ses coefficients sont 1, 0, 2, 0, 3, 0, 4... qui ne peuvent être équivalent à une fonction linéaire.

### Théorème des nombres premiers
En 1915, Hardy et Littlewood ont développé une démonstration du théorème des nombres premiers utilisant leur théorème taubérien. Ils ont montré que
{\displaystyle \sum _{n=2}^{\infty }\Lambda (n)e^{-ny}\sim {\frac {1}{y}},}
où Λ est la fonction de von Mangoldt et en ont conclu que
{\displaystyle \sum _{n\leq x}\Lambda (n)\sim x,}
ce qui est une formulation équivalente du théorème des nombres premiers:34–35:302–307

## Article lié
- Fonction à variation lente